# Margaretta Sully West
Margaretta Sully West, död 1810, var en amerikansk skådespelare och teaterdirektör. Hon var direktör för Virginia Comedians, som hade monopol på all teaterverksamhet i Virginia, från 1799 och framåt. Hon var den första kvinnliga teaterdirektören i USA. 
Margaret Sully West var gift med Thomas Wade West, mor till Ann West Bignall och svärmor till John Bignall. Hennes make hade 1790 brutit Old American Companys teatermonopol genom att grunda Virginia Comedians, som turnerade i Virgina och i Sydstaterna söderom denna delstat. Hon övertog teatern vid makens död 1799 och blev därmed troligen USA:s första kvinnliga teaterdirektör.  